# Neuneck
Ein Neuneck oder Nonagon (seltener: Enneagon; von altgriechisch ἐννέα ennéa, deutsch ‚neun‘ und γωνία gōnía, deutsch ‚Winkel, Ecke‘) ist eine geometrische Figur. Es gehört zur Gruppe der Vielecke (Polygone). Es ist definiert durch neun Punkte. Ein Polygon heißt regelmäßig, wenn es konvex ist, alle Seiten gleich lang sind und seine Eckpunkte auf einem gemeinsamen Umkreis liegen. Dieser Artikel beschäftigt sich im Weiteren ausschließlich mit regelmäßigen Neunecken (siehe Bild) und regelmäßigen überschlagenen Neunecken.

## Mathematische Zusammenhänge

### Formel für Winkelberechnungen
Der Winkel, den zwei benachbarte Seitenkanten im ebenen, regelmäßigen Neuneck miteinander einschließen, beträgt nach einer allgemeinen Formel für regelmäßige Polygone, in der für die Variable n die Anzahl der Eckpunkte des Polygons eingesetzt werden muss (in diesem Fall: n = 9):
{\displaystyle \alpha ={\frac {(n-2)}{n}}\cdot 180^{\circ }={\frac {7}{9}}\cdot 180^{\circ }=140^{\circ }}
Der spitze Winkel eines der neun Teildreiecke beträgt 360°/ 9 = 40°. Die Summe der Winkel beträgt 140° · 9 = 1260°.

### Formel für die Fläche A
Ein Neuneck besitzt einen eindeutig bestimmbaren Flächeninhalt, welcher sich stets durch Zerlegen in Dreiecke berechnen lässt. Die Fläche des regelmäßigen Neunecks beträgt das Neunfache der Fläche eines jener Dreiecke, die von seinem Mittelpunkt und je zwei benachbarten Eckpunkten aufgespannt werden.
{\displaystyle A={\frac {9}{4}}\cdot a^{2}\cdot {\frac {\cos 20^{\circ }}{\sin 20^{\circ }}}}
oder mit dem Umkreisradius:
{\displaystyle A={\frac {9}{2}}\cdot r_{u}^{2}\cdot \sin 40^{\circ }}

### Formel für die Seitenlänge a
{\displaystyle a=2\cdot r_{u}\cdot \sin {20^{\circ }}}
{\displaystyle a\approx r_{u}\cdot 0{,}684\,040\,286\,651\,337\,466\,088\,199\,229\,364\,52}

### Diagonalen
Es gibt drei Typen von Diagonalen, die zwei, drei bzw. vier Seiten einschließen. Ihre Längen betragen:
{\displaystyle d_{2}=2r_{u}\sin 40^{\circ }}
{\displaystyle d_{3}=2r_{u}\sin 60^{\circ }}
{\displaystyle d_{4}=2r_{u}\sin 80^{\circ }}
Die Differenz {\displaystyle d_{4}-d_{2}} zwischen den Längen der längsten und der kürzesten Diagonalen ist gleich der Seitenlänge {\displaystyle s}.

## Näherungskonstruktionen
Nur mit Zirkel und Lineal (Euklidische Werkzeuge) kann ein regelmäßiges Neuneck nicht konstruiert werden. Es gibt jedoch einige für die Praxis ausreichend genaue, mit euklidischen Werkzeugen mögliche Näherungskonstruktionen.

### Dürer-Konstruktion

Näherungskonstruktion für regelmäßiges Neuneck nach Dürer

Eine elegante, aber auch ungenaue Näherungskonstruktion hat bereits Albrecht Dürer (1471–1528) verwendet:
1. Auf dem Umkreis des Neunecks mit Mittelpunkt M und Radius r markiert man den Eckpunkt A.
2. Dann schlägt man einen Kreis mit demselben Radius r um den gegenüberliegenden Kreispunkt N und erhält die beiden Eckpunkte D und G. (Anmerkung: Diese beiden Eckpunkte sind exakt, da die Diagonalen des Neunecks zwischen A, D und G ein gleichseitiges Dreieck ergeben.)
3. Nun schlägt man wiederum mit dem Radius r zwei Kreise um die Punkte D und G.
4. Als Nächstes wird die Strecke MN in drei Teile geteilt. Durch den Teilungspunkt, der näher beim Mittelpunkt des Neunecks liegt, wird ein Lot auf die Gerade MN gezeichnet.
5. Die Schnittpunkte dieses Lotes mit den Kreislinien um D und G ergeben die Punkte P und Q.
6. Schließlich verlängert man die Geraden MP und MQ, bis sie den Umkreis schneiden. Diese Schnittpunkte sind eine gute Näherung für die Eckpunkte E und F. Die Strecke EF ist eine gute Näherung für die Seitenlänge des Neunecks.
7. Die Eckpunkte B, C, H und I erhält man durch Abschlagen der so gewonnenen Seitenlänge auf der Kreislinie.

Berechnung
Stellt man sich für die Dürer-Konstruktion ein Koordinatensystem mit M als Nullpunkt vor, so ergeben sich zunächst folgende Koordinaten:
| {\displaystyle M=(0,0)} | {\displaystyle A=(0,-r)} | {\displaystyle N=(0,r)} | {\displaystyle G=(-r{\tfrac {\sqrt {3}}{2}},{\tfrac {r}{2}})} | {\displaystyle D=(+r{\tfrac {\sqrt {3}}{2}},{\tfrac {r}{2}})} |

Gesucht wird jetzt Punkt Q. Der Kreis um D durch M und N wird durch die Gleichung
{\displaystyle \left(x-r\cdot {\tfrac {1}{2}}{\sqrt {3}}\right)^{2}+\left(y-r\cdot {\tfrac {1}{2}}\right)^{2}=r^{2}}
beschrieben. Die Koordinaten von Schnittpunkt Q mit der Geraden {\displaystyle y=r/3} erfüllt also beide Gleichungen. Durch Einsetzen der Geraden- in die Kreisgleichung erhält man:
{\displaystyle \left(x-r\cdot {\tfrac {\sqrt {3}}{2}}\right)^{2}+\left(r\cdot {\tfrac {1}{3}}-r\cdot {\tfrac {1}{2}}\right)^{2}=r^{2}}    oder    {\displaystyle \left({\tfrac {x}{r}}-{\tfrac {\sqrt {3}}{2}}\right)^{2}+\left({\tfrac {1}{3}}-{\tfrac {1}{2}}\right)^{2}=1}
Die Lösungen dieser Gleichung ergibt die X-Koordinaten der beiden Schnittpunkte des Kreises mit der Geraden, von denen die mit {\displaystyle x<0} zum Punkt Q gehört (der andere liegt außerhalb der Darstellung).
{\displaystyle \left(x-r\cdot {\frac {\sqrt {3}}{2}}\right)^{2}+{\frac {r^{2}}{36}}=r^{2}}    b.z.w.    {\displaystyle \left(x-r\cdot {\frac {\sqrt {3}}{2}}\right)^{2}=r^{2}\cdot {\frac {35}{36}}}
Diese hat die Lösungen
{\displaystyle \left|x-r\cdot {\frac {\sqrt {3}}{2}}\right|={\frac {\sqrt {35}}{6}}}
Mit {\displaystyle x<0} also
{\displaystyle x=r\cdot \left({\frac {\sqrt {3}}{2}}-{\frac {\sqrt {35}}{6}}\right)}
Damit gilt für Punkt Q
{\displaystyle Q=\left(r\cdot \left({\frac {\sqrt {3}}{2}}-{\frac {\sqrt {35}}{6}}\right),{\frac {r}{3}}\right)}
Der Mittelpunktswinkel {\displaystyle \varphi =FME} ergibt sich damit zu
{\displaystyle \varphi =2\cdot \arctan \left({\frac {{\sqrt {35}}-3\cdot {\sqrt {3}}}{2}}\right)}
{\displaystyle \varphi \approx 39{,}594\,068\,226\,860\,461\,444\,438\,527\,840\,699^{\circ }}
Hieraus ergibt sich eine um ca. 0,974 % kürzere Strecke als der wahre Wert der Seitenlänge.
Bei einem Radius von 150 mm ist die Seite 1 mm zu kurz.

### Zweite Konstruktion

Näherungskonstruktion für ein regelmäßiges Neuneck
(Zweite Konstruktion)

Bei der einfachsten Näherungskonstruktion wird ein rechtwinkliges Dreieck mit den Katheten 6 und 5 verwendet.
{\displaystyle \arctan {\frac {5}{6}}\approx 39{,}80557^{\circ }}
Mit diesem Dreieck erhält man einen Winkel von ca. 39,80557°. Der relative Fehler F ist:
{\displaystyle f={\frac {\sin \left({\tfrac {1}{2}}\cdot \arctan \left({\tfrac {5}{6}}\right)\right)}{\sin(20^{\circ })}}-1}
{\displaystyle f=-0{,}004\,663\,115\,912\,245\,544\,144\,182\,963\,833\,76}
Bei einem Umkreisradius von ca. 313,5 mm ist die Seite 1 mm zu kurz.

### Dritte Konstruktion

Näherungskonstruktion für ein Neuneck (Dritte Konstruktion)

Eine wesentlich praktikablere Konstruktion wird wie folgt durchgeführt:
1. Zeichne um einen Punkt M den Umkreis des Neunecks (k1).
2. Zeichne einen Durchmesser AN und verlängere die Strecke auf das Dreifache.
3. Trage auf dieser Geraden vier weitere Radien ab. Von Punkt A also insgesamt 6 Radien bis Punkt S.
4. Zeichne über AS einen Thaleskreis (k2)
5. Trage mit einem Bogen (k3) um Punkt A einen Abstand von 5 Radien am Thaleskreis ab (Punkt T).
6. Trage mit einem Bogen (k4) um Punkt S den Abstand TS auf der Geraden ab (Punkt U).
7. Die NU = s ist eine gute Näherung für die Seite des Neunecks.

Die Strecke s hat eine Länge von
{\displaystyle r\cdot \left(4-{\sqrt {11}}\right)\approx r\cdot 0{,}68337521}
Bei dieser Konstruktion beträgt der relative Fehler also
{\displaystyle {\frac {0{,}68337521-0{,}68404029}{0{,}68404029}}\approx -0{,}000972=-0{,}097}%
Das entspricht bei einem Radius von 150,3 cm einer Abweichung von −1 mm. Die Seite ist also etwas zu kurz.

### Konstruktion des Zentriwinkels 40°

Neuneck, Konstruktion des Zentriwinkels nahezu 40°

Mit der folgenden Näherung – eine Konstruktion mit Zirkel und Lineal – wird eine außergewöhnliche Genauigkeit des Zentriwinkels 40° erreicht. Die Originalversion zur Dreiteilung der Winkel größer 0° bis 90° stammt von Chris Alberts aus dem Jahr 2011. Rouben Rostamian (University of Maryland, Baltimore County) hat diese Konstruktion umformuliert und neu geordnet. Die Unterschiede zum Original sind, so sagt er, „nur kosmetisch“.

#### Konstruktion
Die Beschreibung ist für das Neuneck angepasst.
1. Ziehe den Umkreises {\displaystyle c} mit frei wählbarem Radius {\displaystyle |{\overline {OB}}|} um den Mittelpunkt {\displaystyle O}, wobei {\displaystyle B} der erste Eckpunkt des werdenden Neunecks ist.
2. Konstruiere den Ausgangswinkels mit Winkelweite {\displaystyle 60^{\circ }} mittels eines kleinen Kreisbogens um {\displaystyle B} mit Radius {\displaystyle |{\overline {OB}}|} in {\displaystyle A}.
3. Ziehe den Kreis {\displaystyle c'} um {\displaystyle O} mit Radius {\displaystyle {\tfrac {1}{3}}|{\overline {OB}}|}; die Schnittpunkte sind {\displaystyle A'} und {\displaystyle B'} auf den Winkelschenkeln.
4. Verlängere den Radius {\displaystyle |{\overline {OB}}|} ab {\displaystyle O} bis zum Schnittpunkt {\displaystyle D} auf Kreis {\displaystyle c'}.
5. Ziehe den Kreis {\displaystyle c''} mit Radius gleich dem vom Kreis {\displaystyle c'}.
6. Halbiere den Radius {\displaystyle |{\overline {OB'}}|} in {\displaystyle E}.
7. Zeichne eine Parallele zu {\displaystyle |{\overline {OA}}|} ab {\displaystyle E}, bis sie den Kreis {\displaystyle c'} in {\displaystyle R} schneidet; dabei ergibt sich der Schnittpunkt {\displaystyle P} auf Kreis {\displaystyle c''}.
8. Halbiere die Strecke {\displaystyle {\overline {PR}}} in {\displaystyle M} und ziehe eine Linie ab {\displaystyle B'} durch {\displaystyle M} bis zum Kreis {\displaystyle c'}; Schnittpunkt ist {\displaystyle N}.
9. Zeichne eine Parallele zum Radius {\displaystyle |{\overline {OA}}|} ab  {\displaystyle B'}; sie wird begrenzt in {\displaystyle F}, wegen {\displaystyle {\overline {NF}}={\overline {NB'}}}.
10. Verlängere die Strecke {\displaystyle {\overline {NF}}} bis auf den Kreis {\displaystyle c}, Schnittpunkt ist {\displaystyle G}.
11. Ziehe ab {\displaystyle G} eine Linie durch {\displaystyle O}, sie schneidet den Kreis {\displaystyle c'} in {\displaystyle H}.
12. Zeichne eine Parallele zum Radius {\displaystyle |{\overline {OA}}|} ab {\displaystyle D}, sie wird in {\displaystyle J} begrenzt, wegen {\displaystyle {\overline {HJ}}={\overline {HD}}}.
13. Ziehe eine Linie ab {\displaystyle H} durch {\displaystyle J}, bis sie den Kreis {\displaystyle c} in {\displaystyle K} – den dritten Eckpunkt des Neunecks – schneidet.
14. Abschließend bedarf es nur noch einer Verdoppelung des Abstandes {\displaystyle |{\overline {KA}}|} um den zweiten Eckpunkt {\displaystyle T} des Neunecks zu erhalten.

Der Winkel {\displaystyle {TOA}} ist nahezu gleich einem Drittel des Winkels {\displaystyle {BOA}}. Somit ist auch der Winkel {\displaystyle {BOT}=\beta } nahezu gleich dem gesuchten Zentriwinkel {\displaystyle {40^{\circ }}} und die Länge {\displaystyle |{\overline {BT}}|} nahezu gleich der gesuchten Seitenlänge des Neunecks.  

### Bei gegebenem Umkreis

Umkreis gegeben, Dreiteilung des Winkels 120° mithilfe des Tomahawks, Animation am Ende 10 s Pause

Umkreis gegeben, Basis ist ein Sechseck mit Dreiteilung des Winkels 120° nach Archimedes, Animation am Ende 10 s Pause

#### Verdeutlichung des absoluten Fehlers
Zwischen den Winkeln {\displaystyle 0^{\circ }} und {\displaystyle 90^{\circ }} ist nahe {\displaystyle 70^{\circ }}, mit einem Differenzwert max. {\displaystyle \left(1{,}33\cdot 10^{-16}\right)^{\circ }}, der Fehler am größten. Dies entspricht dem absoluten Fehler {\displaystyle F_{a}} einer Sehnenlänge:
{\displaystyle F_{a}=2\cdot \sin \left({\frac {\left(1{,}33\cdot 10^{-16}\right)^{\circ }}{2}}\right)=0{,}00000000000000000232\ldots =2{,}32\ldots \cdot 10^{-18}\;[LE]}
Anschaulich: Bei einem Umkreis {\displaystyle c} mit Radius gleich {\displaystyle 1} Billion km (das Licht bräuchte für diese Strecke fast 39 Tage), wäre der absolute Fehler der Seitenlänge des Neunecks {\displaystyle |{\overline {BT}}|}, wegen des gedrittelten Winkels {\displaystyle 60^{\circ }}, etwas kleiner als 2,32 mm.

## Exakte Konstruktionen
Erweitert man die Werkzeuge so, dass eine allgemeine Dreiteilung des Winkels möglich wird, z. B. um einen sogen. Tomahawk oder mit der Methode des Archimedes, so kann man durch Dreiteilung des mit Zirkel und Lineal konstruierbaren Winkels von 120° den benötigten Winkel von 40° erhalten.

### Bei gegebener Seitenlänge

Neuneck bei gegebener Seitenlänge, Methode Rechtwinkelhaken nach Ludwig Bieberbach

Ist die Seitenlänge eines regelmäßigen Neunecks gegeben, kann für die erforderliche Dreiteilung der Winkelweite {\displaystyle 60^{\circ }} z. B. die Methode Rechtwinkelhaken nach Ludwig Bieberbach genutzt werden.
Im Folgenden sind die Schritte der nebenstehenden Konstruktion beschrieben.
1. Trage auf der Geraden g1 die gegebene Seitenlänge a ab und bezeichne deren Enden mit E1 bzw. E2.
2. Errichte eine Senkrechte auf g1 in E1
3. Wähle nach eigenem Belieben den Punkt A auf g1 für den folgenden Dreiviertelkreis um E1 mit Radius r = E1A; ergibt die Schnittpunkte B und C.
4. Ziehe einen Halbkreis um B mit dem Radius r; ergibt die Schnittpunkte D und F.
5. Ziehe den Kreisbogen um B ab A.
6. Zeichne eine Linie ab B durch F, bis sie den Kreisbogen in G schneidet. Dabei ergibt sich der Winkel GBA mit Winkelweite 60°.
7. Um nun die Winkelweite 60° zu Dritteln lege z. B. ein Geodreieck folgendermaßen auf die Zeichnung:

Der Scheitel vom Winkel 90° des Dreiecks bestimmt auf dem Winkelschenkel BG den Punkt H, eine Kathete des Dreiecks verläuft durch den Punkt D und die andere tangiert den Dreiviertelkreis um E1. Nach dem Verbinden des Punktes D mit H und dem Einzeichnen der Tangente ab H auf den Dreiviertelkreis um E1, zeigt sich der oben genannte Rechtwinkelhaken.
1. Zeichne ab B eine Parallele zu DH, bis sie den Halbkreis um B in I schneidet. Der Winkel FBI ist mit seinen 20° der gedrittelte Teil des Winkels GBA.
2. Halbiere a in J und errichte in J eine Senkrechte.
3. Übertrage die Sehne FI auf den Dreiviertelkreis ab C mit Schnittpunkt K.
4. Ziehe eine Linie ab E1 durch K, bis sie die Senkrechte auf a in M schneidet; somit ist der Umkreisradius ru = ME1 gefunden.
5. Verbinde M mit E2; damit ergibt sich der Mittelpunktswinkel E1ME2 = μ = 40° des entstehenden Neunecks.
6. Ziehe den Umkreis um M mit ru = ME1.
7. Trage die Seitenlänge a siebenmal gegen den Uhrzeigersinn auf den Umkreis ab und verbinde die Eckpunkte zu einem regelmäßigen Neuneck.

### Zentriwinkel mithilfe der Sinuskurve
→ Hauptartikel: Sinus und Kosinus

Neuneck mithilfe der Sinuskurve

Hung Tao Sheng veröffentlichte im Jahr 1969 eine Methode, die zur Dreiteilung eines beliebigen Winkels die Sinuskurve verwendet.
Konstruktionsbeschreibung für nebenstehende Darstellung 
1. Zeichne um den Mittelpunkt O den Umkreis mit Radius 1 [LE][5] und bestimme die beiden Halbachsen OA bzw. OB.
2. Verlängere die Strecke OA über A hinaus.
3. Trage die Sinuskurve mittels Schablone oder mit einer sogenannten Dynamische-Geometrie-Software (DGS) ein, der Schnittpunkt mit der Verlängerung ist die Kreiszahl π.
4. Konstruiere den Winkel 60° (AC = OA) und zeichne den Winkelschenkel OC ein.
5. Ziehe eine Parallele zur Halbachse OA ab C, bis sie die Sinuskurve in C1 schneidet.
6. Fälle das Lot ab C1 mit dem Fußpunkt C2.
7. Teile die Strecke C2π unter Verwendung des ersten Strahlensatzes so, dass C2D ein Drittel von C2π beträgt.
8. Übertrage den Punkt D auf die Sinuskurve, dabei ergibt sich der Schnittpunkt E.
9. Ziehe eine Parallele zu C C1 ab E mit dem Schnittpunkt F auf dem Umkreis; der Winkel AOF ist der gesuchte Mittelpunktswinkel 40° des werdenden Neunecks.
10. Verbinde F mit A, es ergibt mit |FA| die erste Seitenlänge des Neunecks.
11. Trage die Seitenlänge |FA| siebenmal gegen den Uhrzeigersinn auf den Umkreis ab und verbinde die Eckpunkte zu einem regelmäßigen Neuneck.

## Regelmäßige überschlagene Neunecke
Ein regelmäßiges überschlagenes Neuneck ergibt sich, wenn beim Verbinden der neun Eckpunkte jedes Mal mindestens einer übersprungen wird und die somit erzeugten Sehnen gleich lang sind. Notiert werden solche regelmäßigen Sterne mit Schläfli-Symbolen {\displaystyle \left\{n/k\right\}}, wobei {\displaystyle n} die Anzahl der Eckpunkte angibt und jeder {\displaystyle k}-te Punkt verbunden wird.
Es gibt nur zwei regelmäßige Neunstrahlsterne, auch Enneagramme genannt.
Die „Sterne“ mit den Symbolen {9/3} und {9/6} sind gleichseitige Dreiecke.

Regelmäßige Neunstrahlsterne

- {\displaystyle \left\{9/2\right\}{,}\ \left\{9/7\right\}}
- {\displaystyle \left\{9/4\right\}{,}\ \left\{9/5\right\}}

## Verwendung des Neunecks in der Praxis
Die Festungsstadt Palmanova ist auf einem Neuneck aufgebaut. Die jährlich erscheinenden 5-Euro-Silbermünzen aus Österreich haben die Form eines Neunecks. Außerdem basiert die Architektur der Häuser der Andacht (die Sakralbauten der Bahai) auf einem Neuneck.
Sternmotoren wurden meistens 5-, 7- oder 9-zylindrig gebaut. Der Grundriss der Hauptform der Befreiungshalle in Kelheim ist ein Achtzehneck, das wegen der Nichtkonstruierbarkeit des Neunecks ebenfalls nicht konstruierbar ist.